# NGC 3765
NGC 3765 é uma galáxia espiral (Sc) localizada na direcção da constelação de Leo. Possui uma declinação de +24° 05' 47" e uma ascensão recta de 11 horas, 37 minutos e 04,3 segundos.
A galáxia NGC 3765 foi descoberta em 28 de Março de 1832 por John Herschel.